# Science-Fiction-Jahr 1982
Übersicht

◄◄ | ◄ | 1978 | 1979 | 1980 | 1981 | Science-Fiction-Jahr 1982 | 1983 | 1984 | 1985 | 1986 | ► | ►►

Weitere Ereignisse

## Ereignisse
- Der Philip K. Dick Award wird zum ersten Mal verliehen